# Ophiactis hirta
Ophiactis hirta är en ormstjärneart som beskrevs av George Richard Lyman 1879. Ophiactis hirta ingår i släktet Ophiactis och familjen bandormstjärnor. Inga underarter finns listade i Catalogue of Life.